# Дембоволя
Дембоволя (пол. Dębowola) — село в Польщі, у гміні Маґнушев Козеницького повіту Мазовецького воєводства.
Населення — 182 особи (2011).
У 1975-1998 роках село належало до Радомського воєводства.

## Демографія
Демографічна структура станом на 31 березня 2011 року:
|          | Загалом | Допрацездатний вік | Працездатний вік | Постпрацездатний вік |
| -------- | ------- | ------------------ | ---------------- | -------------------- |
| Чоловіки | 102     | 22                 | 72               | 8                    |
| Жінки    | 80      | 8                  | 47               | 25                   |
| Разом    | 182     | 30                 | 119              | 33                   |